# Because I Got High
Because I Got High è il secondo album in studio del rapper statunitense Afroman, pubblicato nel 2000.

## Tracce
1. Because I Got High
2. Mississippi
3. Girls
4. You Ain't My Friend
5. Hush
6. Tumbleweed
7. Dope Fiend
8. She Won't Let Me F***
9. Tall Cans
10. Back on the Bus
11. Graveyard Shift
12. Because I Got High [Radio Edit]
13. American Dream